# AV Austria Köln
Die Akademische Verbindung Austria Köln war von 1933 bis 1935 eine Studentenverbindung in Köln. Sie diente als Sammelbecken für die österreichischen Mitglieder des Cartellverbands, die wegen einer ablehnenden Haltung zur österreichischen „vaterländischen Front“ oder ihrem (offiziellen) Bekenntnis zu nationalsozialistischen Prinzipien aus dem Österreichischen Cartellverband (ÖCV) ausscheiden mussten.

## Geschichte
Die österreichischen CV-Verbindungen hatten am 15. Juli 1933 den Cartellverband der katholischen deutschen Studentenverbindungen (CV) verlassen, da sie den vom Nationalsozialistischen Deutscher Studentenbund (NSDStB) eingesetzten CV-Verbandsführer Edmund Forschbach (KDStV Ripuaria Freiburg im Breisgau) nicht akzeptierten, sich nicht zum geforderten „großdeutschen Gedanken“ bekennen wollten und einen Eintritt in die Deutsche Studentenschaft ablehnten. Daraufhin ordnete Forschbach an, dass CVer, die Bandinhaber einer österreichischen Verbindung waren, deren Band zurückzulegen hätten.
CVer aus dem Reichsgebiet, deren Urverbindung an einer der österreichischen Universitäten akkreditiert war, mussten aus dieser austreten. Schon am 14. Juli hatte Karl Hauke, Vorsitzender des Westdeutschen Austrierzirkels, Kanzler und Justitiar des Erzbistums Köln, an seine Urverbindung Austria Innsbruck geschrieben, dass „wir die großdeutsche Tradition der Verbindung zu wahren haben, uns als reichsdeutsche Austria mit eigener Aktivitas und eigenem reichsdeutschen Philisterium an der Universität zu Köln aufmachen und von dem österreichischen Teil trennen mit dem Ziele, wenn dort die Verhältnisse in Österreich anders geworden sind und dort der großdeutsche Gedanke und die nationale deutsche Bewegung zum Erfolg geführt ist, unseren Sitz wieder nach Innsbruck zu verlegen.“
Trotz aller Bemühungen des Altherrenausschusses der Austria Innsbruck, für ihre Mitglieder im Reich einen Kompromiss zu finden, blieb Hauke bei seiner starren Haltung. Er machte deutlich: „Nach der ausdrücklichen Anordnung des CV-Führers haben alle reichsdeutschen CVer, die einer österreichischen Verbindung angehören, unverzüglich ihren Austritt aus dieser zu erklären, anderenfalls sie aus dem CV ausgeschlossen werden. Zuwiderhandlungen haben Nachteile staats- und akademisch-bürgerlicher Art zur Folge.“
Um einem Ausschluss zuvorzukommen, wurde die Bildung einer Akademischen Vereinigung innerhalb des CV an der Universität zu Köln angestrebt. Als äußeres Zeichen der weiterhin bestehenden Verbundenheit zur österreichischen Heimat sollte diese Verbindung den Namen „Austria Köln“ tragen und alte Tradition der Austria-Innsbruck sowie deren Grundsätze und Rechte im CV übernehmen. Um von offizieller Seite genehmigt zu werden, bekannte man sich – eine Forderung mit der sich auch alle schon bestehenden reichsdeutschen Korporationen seit 1933 konfrontiert sahen – in der Satzung zu bestimmten nationalsozialistischen Prinzipien, etwa dem „volksdeutschen Gedanken“, dem nationalen deutschen Staat Adolf Hitlers und dem Führerprinzip.
Der Altherrenausschuss der Austria Innsbruck beschloss daraufhin am 8. August 1933, alle reichsdeutschen Austrier ihres Burscheneides zu entbinden und sie aus den Mitgliederlisten zu streichen, um ihnen im Reich Unannehmlichkeiten zu ersparen.
Austria-Köln wurde im CV als Rechtsnachfolgerin der Austria Innsbruck mit dem Gründungsjahr 1864 geführt. Aus diesem Grund übernahm Austria-Köln auch Wappen, Farben, Zirkel, den Wahlspruch In Veritate Libertas, Burschen- und Fuchsenstrophe und das Bundeslied der Austria Innsbruck. Karl Hauke wurde zum Verbindungsführer bestimmt.
Am 15. November 1933 konstituierte sich die Austria als achte Kölner CV-Verbindung. Die formale Anerkennung durch die CV-Verbandsführung und die Universität zu Köln erfolgte noch im selben Monat. Die Publikationsfeier fand am 21. Januar 1934 statt. Die drohende Ausschließung aus dem CV bewirkte, dass Austria-Köln zu einem Sammelbecken für alle reichsdeutschen CVer wurde, die einer österreichischen Verbindung angehörten. Mit über 450 (vor allem aktiven) Mitgliedern wurde sie schnell zur größten Kölner Verbindung. Am stärksten waren die Austria Innsbruck (165), Leopoldina Innsbruck (46), Carolina Graz (40) und Rheno-Danubia Innsbruck (34) vertreten.
Noch bevor der NSDStB den Verbindungen die Anerkennung vollends entziehen konnte, wurde Ende Oktober 1935 auf einer Verbandstagung in Würzburg (auf dem Haus der KDStV Markomannia Würzburg) die Auflösung des CV beschlossen. Austria-Köln teilte somit am 27. Oktober 1935 das Schicksal aller CV-Verbindungen, sie wurde aufgelöst. Nach dem Krieg wurde sie nicht reaktiviert.